# پژوهشگاه علوم و فنون هسته ای
پژوهشگاه علوم و فنون هسته ای  ، یک پژوهشگاه ملی دولتی وابسته به سازمان انرژی اتمی ایران است.

## اهداف
مأموریت این پژوهشگاه توسعه و اجرای برنامه‌های آموزشی در زمینه علوم و فنون هسته‌ای؛ و ایجاد موقعیت‌ها و اشاعه پژوهش در زمینه‌های مربوطه و
پیگیری و انجام مجدانه فعالیت‌های پژوهشی و فناوری چالش‌ برانگیز هسته‌ای است. تولید رادیو دارو یکی از اهداف پژوهشگاه است به گفته رییس سازمان انرژی اتمی، تولید رادیو داروها است و تولید آن در ایران در سال 1404 از مرز 70 رادیو دارو عبور کرد.

## پژوهشکده ها
این پژوهشگاه دارای ۷ پژوهشکده است که هرکدام در موضوع متفاوت به تحقیقات می پردازد.
- پژوهشکده کاربرد پرتوها
- پژوهشکده‌ مواد چرخه سوخت هسته‌ای
- پژوهشکده راکتورها و ایمنی هسته‌ای
- پژوهشکده پلاسما و گداخت هسته‌ای
- پژوهشکده فوتونیک و فناوری کوانتومی
- پژوهشکده فیزیک و شتاب‌گرها
- پژوهشکده کشاورزی هسته‌‌ای[۷]

## تاریخچه
پژوهشگاه علوم و فنون هسته‌ای ایران وابسته به سازمان انرژی اتمی ایران است که اساسنامه آن در تاریخ 1384/4/20 توسط وزیر محترم علوم، تحقیقات و فناوری به منظور اجرا به سازمان انرژی اتمی ایران ابلاغ و در تاریخ 1385/10/13 بر اساس مجوز شماره 22/5658/14156 شورای گسترش آموزش عالی وزارت علوم، تحقیقات و فناوری تأسیس گردید.  از بدو تاسیس در سال 1385 پژوهشگاه علوم و فنون هسته‌‌ای به انجام و پیشبرد تحقیق، توسعه و کاربرد علوم و فنون هسته‌ای در کشور متعهد بوده است.